# Nicov
Nicov (en allemand : Nitzau) est une commune du district de Prachatice, dans la région de Bohême-du-Sud, en République tchèque. Sa population s'élevait à 90 habitants en 2023.

## Géographie
La commune se trouve à 31 km à l'ouest-nord-ouest de Prachatice, à 65 km à l'ouest-nord-ouest de České Budějovice et à 122 km au sud-ouest de Prague.
La commune est limitée par Nezdice na Šumavě et Strašín au nord, par Vacov à l'est, par Stachy au sud-est et au sud, et par Kašperské Hory à l'ouest.

## Histoire
L'origine du village remonte au XIIIe siècle.

## Galerie

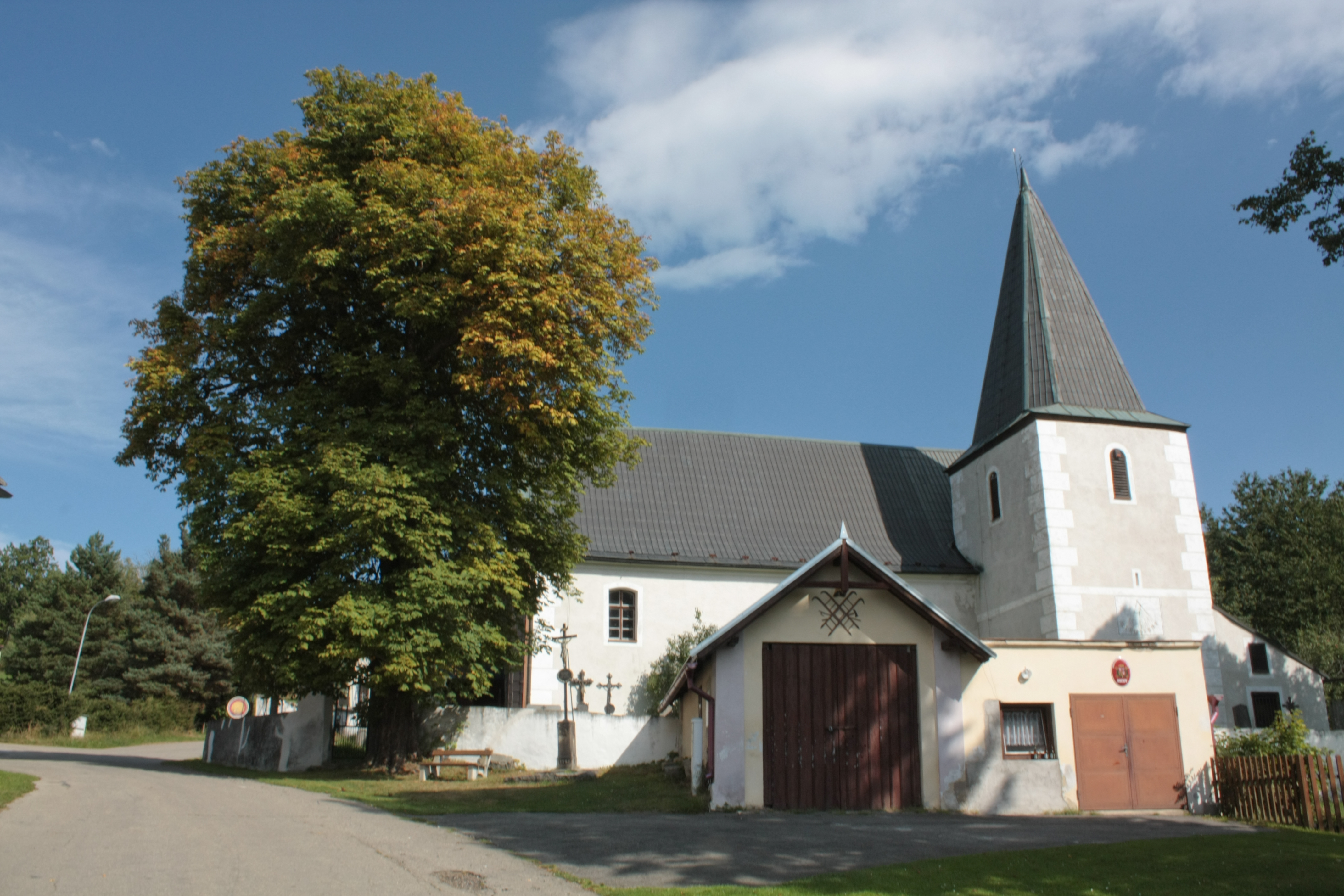
Église à Nicov.
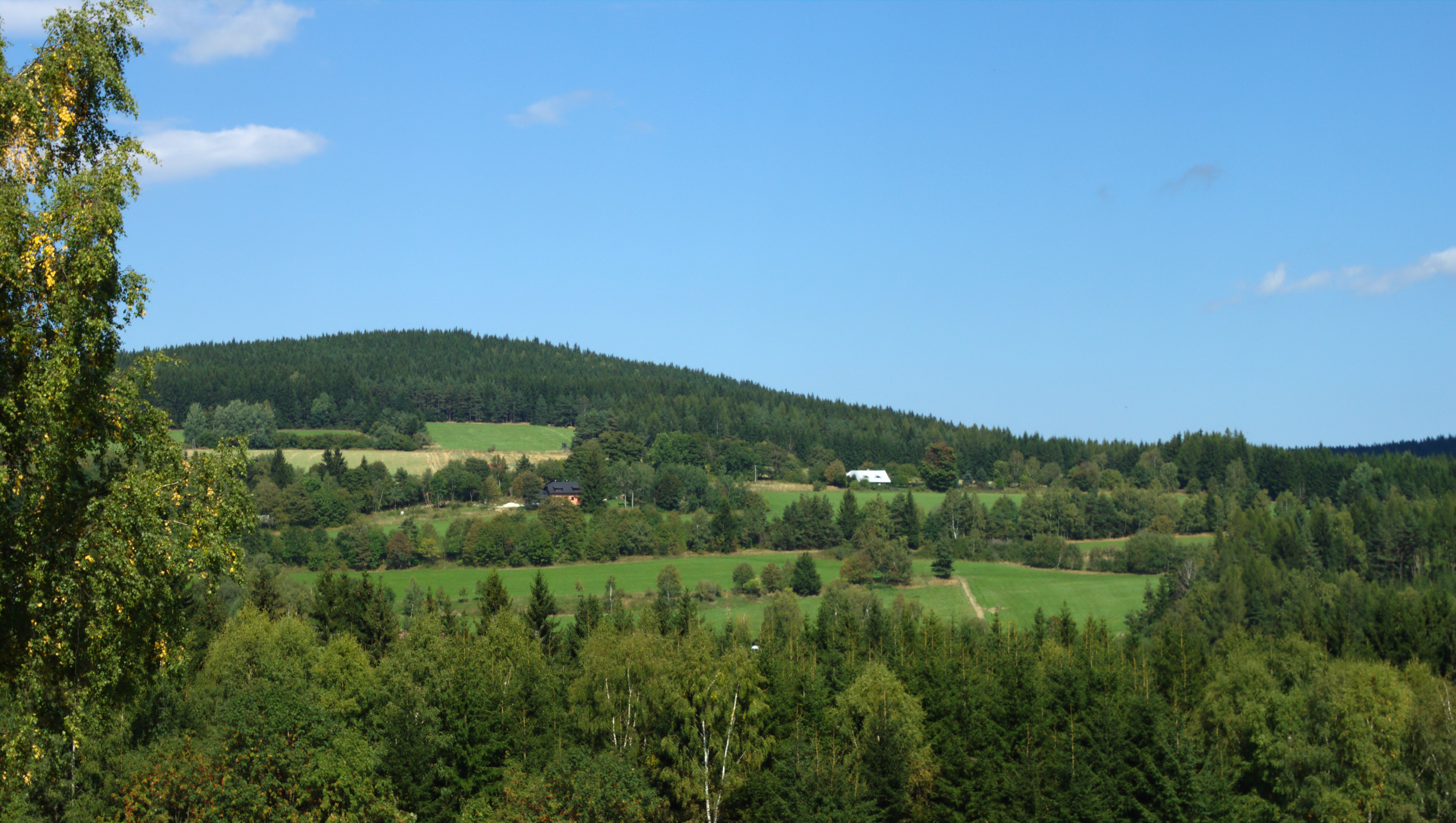
Panorama de Nicov.

## Administration
La commune se compose de quatre sections :
- Nicov
- Popelná
- Řetenice
- Studenec

## Transports
Par la route, Nicov se trouve à 18 km de Vimperk, à 38 km de Prachatice, à 75 km de Ceské Budejovice et à 184 km de Prague.